# Cessna 172
Сессна 172 «Скайхоук» (англ. Cessna 172 Skyhawk) — американский лёгкий самолёт. Выпускается компанией Cessna.
Самый массовый самолёт в истории гражданской авиации. С 1956 по 2017 год было построено свыше 44 000 самолётов в более чем 25 модификациях. Производство было остановлено в середине 1980-х годов, но было возобновлено в 1998 году с более мощным двигателем.

## Модели самолёта Cessna 172

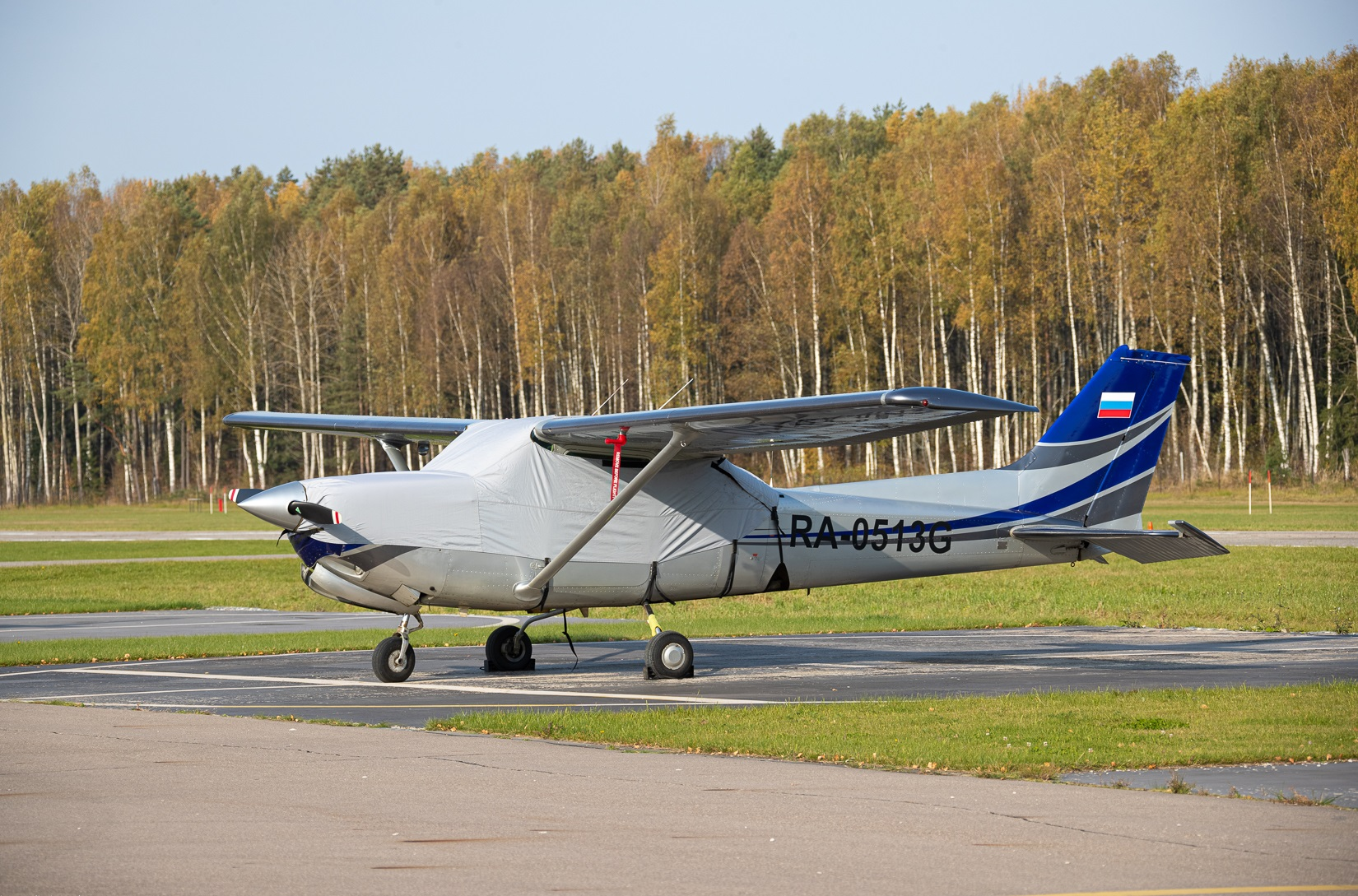
Cessna 172RG на аэродроме Чёрное

Самолёт выпускался во многих модификациях (более 25). Ниже приведены описания некоторых из них:
172
Базовая версия 172 появилась в ноябре 1955 года, как модель 1956 года и оставалась в производстве вплоть до замены моделью 172A в начале 1960 года. На самолёт устанавливался шестицилиндровый мотор воздушного охлаждения Continental O-300 мощностью в 145 л. с. (110 кВт). Базовая цена самолёта составляла 8995 долларов. Всего было построено 4195 машин в течение пяти лет.
172A
В 1960 году была выпущена модель 172A. Изменения: хвостовое оперение и руль направления с обратной стреловидностью и крепления для поплавкового шасси. Цена машины: 9450 долларов; всего выпущено: 1015.
172B
В конце 1960 года был представлен самолёт 172B как модель 1961 года. Изменения: удлиненная на три дюйма моторама, более короткая база шасси, изменённый капот двигателя и обтекатель винта, увеличенный взлётный вес. Поначалу, название «Skyhawk» использовалось именно для модели 172B в варианте делюкс.
172С
Модель 1962 года. Изменения: в качестве опционального оборудования начал устанавливаться автопилот, электрический стартер заменил использовавшийся до этого механический. Кресла получили возможность регулировки в шести направлениях. Появилось опциональное детское кресло, для двух детей, устанавливаемое в багажном отделении. Цена: USD$9895. Всего выпущено 889 штук 172C.
172D
В 1963 году появилась модель 172D. Изменения: очертания задней части фюзеляжа — добавилось круговое заднее окно в кабине, цельное ветровое стекло. Новый руль направления и тормозные педали. Всего построено 1146.
В 1963 году также был выпущен в свет 172D Powermatic. На него устанавливался мотор Continental GO-300E мощностью в 175 л. с., что позволило увеличить крейсерскую скорость на 11 миль в час в сравнении с обычным 172D. На самом деле этот самолёт не являлся новой моделью, тем не менее позже он получил собственное имя Cessna 175 Skylark. Этот самолёт заслужил репутацию машины с ненадёжной силовой установкой и это переименование было попыткой компании улучшить продажи путём ребрендинга. Всего выпущено: 1015.
172E
Модель 1964 года. Изменения: электрические предохранители заменены АЗС. Увеличен до 2300 lb взлётный вес, который останется неизменным вплоть до модели 172P. Было построено: 1401 машин.
172F
Модель производилась до 1971 года, в том числе по лицензии во французском Реймсе. Изменения: электрические закрылки. Базовая модель военного самолёта первоначального обучения T-41A Mescalero. Всего построено: 1436.
172RG Cutlass
Модель с убирающимся шасси. Выпускалась с 1980 по 1985 год. Выпущено порядка 1120 самолётов.

## Лётно-технические характеристики 172R

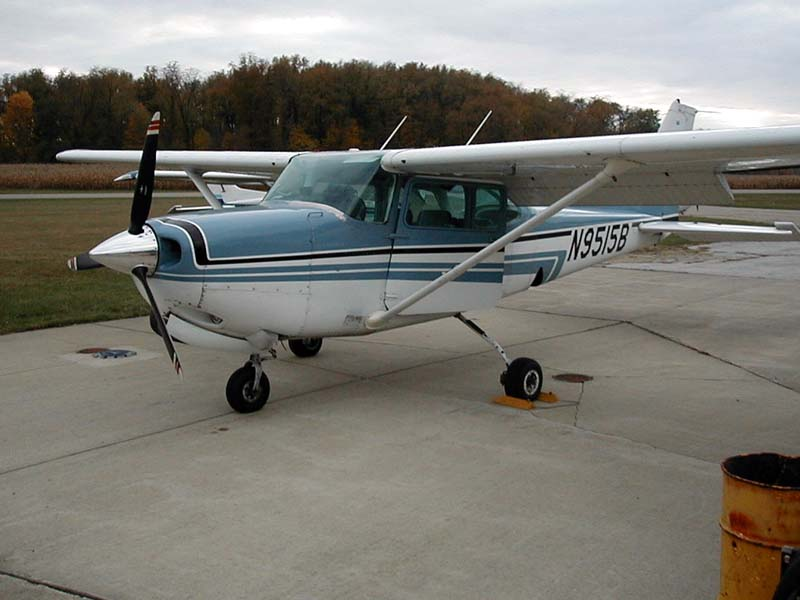
Cessna 172RG

### Технические характеристики
- Экипаж: 1 пилот при 3 пассажирах или 2 пилота при 2 пассажирах
- Пассажировместимость: 3 пассажира при 1 пилоте и 2 пассажира при 2 пилотах (1 пассажир во время полёта может сидеть на кресле 2-го пилота)
- Длина: 8,28 м
- Размах крыла: 11,0 м
- Высота: 2,72 м
- Площадь крыла: 16,2 м²
- Коэффициент удлинения крыла: 7,32
- Профиль крыла: NACA 2412 (modified)
- Масса пустого: 736 кг
- Максимальная взлётная масса: 1159 кг
- Масса полезной нагрузки: 376 кг
- Двигатели: 1 × Lycoming O-320 flat-4
- Мощность двигателя: 160 л. с. (Lycoming IO-320-H2A flat-4)
- Вместимость топливных баков по 105,5 л (28,0 галлонов): максимально 211 л
- Коэффициент лобового сопротивления при нулевой подъёмной силе: 0,0319
- Эквивалентная площадь сопротивления: 0,52 м²

### Лётные характеристики
- Крейсерская скорость: 226 км/ч
- Максимальная допустимая скорость: 302 км/ч
- Скорость сваливания: 87 км/ч
- Практическая дальность: 1289 км при 55 % мощности на высоте 3700 м
- Практический потолок: 4100 м
- Скороподъёмность: 3,7 м/с
- Нагрузка на крыло: 68,8 кг/м²
- Энерговооружённость: 108 Вт/кг
- Аэродинамическое качество: 9

## Исторические полёты
В 1958 году на самолёте Cessna 172 был установлен абсолютный рекорд по продолжительности полёта с дозаправкой в воздухе. Самолёт с бортовым номером N9172B, пилотируемый Робертом Тиммом и Джоном Куком, взлетел 4 декабря 1958 года с аэродрома Мак-Карран вблизи Лас-Вегаса и приземлился на том же аэродроме 7 февраля 1959 года, пробыв в воздухе 64 дня 22 часа 19 минут 5 секунд. Акция была организована для сбора средств в Фонд исследований рака имени Дэймона Раньона. Вспоминая этот полёт, Кук говорил: 
«В следующий раз, когда меня потянет в полёт на продолжительность, я запрусь в нашем мусорном контейнере с включённым пылесосом. Само собой, пока мой психиатр не выйдет утром на работу» Оригинальный текст (англ.)Next time I feel in the mood to fly endurance, I'm going to lock myself in our garbage can with the vacuum cleaner running. That is until my psychiatrist opens up for business in the morning
.
28 мая 1987 года самолёт Сессна-172 «Скайхок» (номер D-ECJB), пилотируемый немецким гражданином Матиасом Рустом, вылетел из столицы Финляндии Хельсинки и приземлился на Красной площади в Москве. В результате инцидента был снят со своих постов ряд высших офицеров ВС СССР, включая министра обороны Соколова и командующего ПВО Колдунова.
1 апреля 2018 года в Санкт-Петербурге на самолёте Cessna 172S был установлен мировой рекорд по дрифту на одномоторных самолётах. Капитан воздушного судна Красилов Георгий и второй пилот Григорий Красилов  вошли в управляемый занос и провели в нём 3 минуты 24 секунды.
«Все удалось благодаря парафину TIXEN. Мы смазали им шасси и Цессна скользила по асфальту как по маслу»Второй пилот Григорий

## Эксплуатация в вооружённых силах
Самолёт (в том числе его модификация Cessna T-41 Mescalero) используется в ВВС ряда стран в качестве учебно-тренировочного самолёта.
- Австрия — 1
- Ангола — 3, на 2009 год (По данным «Aviation Week & Space Technology»)
- Азербайджан — 5, 172S
- Боливия — 3 172K
- Гватемала — 6 172K
- Гондурас — 3
- Ирак — 12
- Ирландия — 8 FR172H, 1 FR172K
- Либерия — 2
- Мадагаскар — 4 172M
- Пакистан — 4 172N
- Панама — по состоянию на 2011 год, 1 шт[6].
- Саудовская Аравия — 8 F127G, 4 F172H,4 F172M
- Сингапур — 8 172K
- Филиппины — 3
- Чили — 18 R172K
- Эквадор — 8 172F, 1 172G
- Эстония — 1 172R на вооружении береговой охраны
- Австралия 3